# Dave Hakstol
David A. "Dave" Hakstol, född 30 juli 1968 i Drayton Valley, är en kanadensisk ishockeytränare och före detta professionell ishockeyback som var senast tränare för Seattle Kraken i NHL. Han har tidigare varit tränare för Philadelphia Flyers.
Han spelade för Indianapolis Ice och Minnesota Moose i International Hockey League (IHL) och North Dakota Fighting Sioux (University of North Dakota) i National Collegiate Athletic Association (NCAA).
Efter spelarkarriären har Hakstol varit tränare och general manager för Sioux City Musketeers i United States Hockey League (USHL) och sen assisterande tränare och tränare för just North Dakota Fighting Sioux/Hawks i NCAA. Den 18 maj 2015 blev han utsedd som tränare för Philadelphia Flyers i NHL. Den 11 april 2017 blev Hakstol utnämnd till assisterande tränare för Kanada i Världsmästerskapet i ishockey för herrar 2017, där de förlorade finalen mot Sverige.

## Statistik

### Spelare
| 1989–1990   | North Dakota Fighting Sioux | NCAA        | 44  | 4  | 16 | 20 | 76  | — | — | — | — | —  |
| 1990–1991   | North Dakota Fighting Sioux | NCAA        | 42  | 3  | 9  | 12 | 63  | — | — | — | — | —  |
| 1991–1992   | North Dakota Fighting Sioux | NCAA        | 21  | 3  | 11 | 14 | 52  | — | — | — | — | —  |
|             | Indianapolis Ice            | IHL         | 35  | 1  | 6  | 7  | 30  | — | — | — | — | —  |
| 1992–1993   | Indianapolis Ice            | IHL         | 54  | 1  | 3  | 4  | 82  | 4 | 0 | 0 | 0 | 7  |
| 1993–1994   | Indianapolis Ice            | IHL         | 79  | 5  | 12 | 17 | 150 | — | — | — | — | —  |
| 1994–1995   | Minnesota Moose             | IHL         | 76  | 3  | 14 | 17 | 128 | 3 | 0 | 0 | 0 | 6  |
| 1995–1996   | Minnesota Moose             | IHL         | 36  | 2  | 2  | 4  | 65  | — | — | — | — | —  |
| IHL totalt  | IHL totalt                  | IHL totalt  | 280 | 12 | 37 | 49 | 455 | 7 | 0 | 0 | 0 | 13 |
| NCAA totalt | NCAA totalt                 | NCAA totalt | 107 | 10 | 36 | 46 | 191 | — | — | — | — | —  |

### Tränare
Källa: 
| Lag                 | Säsong    | Grundserie | Grundserie | Grundserie | Grundserie        | Grundserie | Grundserie         | Slutspel                   |  |
| Lag                 | Säsong    | Matcher    | Vinster    | Förluster  | Övertidsförluster | Poäng      | Placering          | Resultat                   |  |
| ------------------- | --------- | ---------- | ---------- | ---------- | ----------------- | ---------- | ------------------ | -------------------------- |  |
| Philadelphia Flyers | 2015–2016 | 82         | 41         | 27         | 14                | 96         | 5:a i Metropolitan | Förlorade i första rundan. |  |
| Philadelphia Flyers | 2016–2017 | 82         | 39         | 33         | 10                | 88         | 6:a i Metropolitan | Missade slutspel.          |  |
| Philadelphia Flyers | 2017–2018 | 82         | 42         | 26         | 14                | 98         | 3:a i Metropolitan | Förlorade i första rundan. |  |
| Seattle Kraken      | 2021–2022 | 82         | 27         | 49         | 6                 | 60         | 8:a i Pacific      | Missade slutspel.          |  |
| Seattle Kraken      | 2022–2023 | 82         | 46         | 28         | 8                 | 100        | 4:a i Pacific      | Förlorade i andra rundan.  |  |
| Seattle Kraken      | 2023–2024 | 82         | 34         | 35         | 13                | 81         | 5:a i Pacific      | Missade slutspel.          |  |
| Totalt              | Totalt    | 523        | 241        | 213        | 69                | 551        |                    |                            |  |